# Б'єрн Б'єрнсон
Б'єрн Б'єрнсон (норв. Bjørn Bjørnson; 15 листопада 1859 — 14 квітня 1942) — норвезький театральний актор і режисер, драматург.
Народився в Крістіанії, син письменника Б'єрнстьєрне Б'єрнсона та його дружини Кароліни Б'єрнсон. У 1876 році він був прийнятий студентом в Консерваторію Штерна у Берліні. Він також відвідував Віденську консерваторію.
Був художнім керівником театру «Крістіанія» з 1885 по 1893 рік і першим театральним режисером Норвезького національного театру з часу його відкриття в 1899 році до 1907 року і знову з 1923 по 1927 рік.
У 1893 році він одружився з норвезькою оперною співачкою Джиною Оселіо. Їхній шлюб було розірвано в 1909 році.